# Boscarla becgrossa
La boscarla becgrossa (Arundinax aedon) és una espècie d'ocell de la família dels acrocefàlids (Acrocephalidae) que habita canyars, matolls a prop de l'aigua i vegetació de ribera, criant al sud de Sibèria, Mongòlia i nord de la Xina. Passa l'hivern a l'Índia, Myanmar, Indoxina i les illes Andaman.

## Taxonomia
Inclosa antany al gènere Iduna, avui es considera al monotípic gènere Arundinax, Blyth, 1845